# Gian Pyres
Gian Pyres (nacido como Gianpiero Piras, 20 de octubre de 1973) es un guitarrista británico más conocido por haber sido el guitarrista de la banda de metal extremo Cradle of Filth participando en los álbumes  Dusk And Her Embrace (1996) Cruelty and the Beast (1998), From The Cradle To Enslave (1999) Midian (2000), Bitter Suites to Succubi (2001) y Lovecraft & Witch Hearts (2002), en los DVD Heavy, Left-Handed and Candid (2001) y Live Bait for the Dead (2001), en la película de Alex Chandon, Cradle of Fear (2001) y en los videoclips de From the Cradle to Enslave (1999), Her Ghost in the Fog (2000), Born in a Burial Gown (2001) y Scorched Earth Erotica (2002).

## Equipo
- PRS Guitars - Private Stock Custom Pyres Edition
- Guitarras Gibson - Standard SG
- Peavey Amplificadores - 6505
- Peavey o Marshall
- Efectos BOSS y Line 6